# تيراس أوديشو
تيراس أوديشو هو ممارس وخبير سابق في الفنون القتالية من أصل آشوري والذي شغل منصب المدير العام للجنة الأولمبية الوطنية العراقية. ويقيم أوديشو حاليًا في السويد.